# Фер-Оукс (Орегон)
Фер-Оукс (англ. Fair Oaks) — переписна місцевість (CDP) в США, в окрузі Дуглас штату Орегон. Населення — 238 осіб (2020).

## Географія
Фер-Оукс розташований за координатами 43°24′39″ пн. ш. 123°13′10″ зх. д. / 43.41083° пн. ш. 123.21944° зх. д. (43.410894, -123.219492).  За даними Бюро перепису населення США в 2010 році переписна місцевість мала площу 4,77 км², уся площа — суходіл.

## Демографія
Згідно з переписом 2010 року, у переписній місцевості мешкало 278 осіб у 106 домогосподарствах у складі 86 родин. Густота населення становила 58 осіб/км².  Було 111 помешкання (23/км²).
Расовий склад населення:
| - 96,8 % — білих - 1,8 % — корінних американців - 1,1 % — осіб інших рас |

До двох чи більше рас належало 0,4 %. Частка іспаномовних становила 5,8 % від усіх жителів.
За віковим діапазоном населення розподілялося таким чином: 20,5 % — особи молодші 18 років, 58,3 % — особи у віці 18—64 років, 21,2 % — особи у віці 65 років та старші. Медіана віку мешканця становила 50,0 року. На 100 осіб жіночої статі у переписній місцевості припадало 90,4 чоловіків;  на 100 жінок у віці від 18 років та старших — 90,5 чоловіків також старших 18 років.
Середній дохід на одне домашнє господарство  становив 92 258 доларів США (медіана — 123 000), а середній дохід на одну сім'ю — 97 397 доларів (медіана — 123 214). За межею бідності перебувало 17,7 % осіб, у тому числі 37,5 % дітей у віці до 18 років та 14,0 % осіб у віці 65 років та старших.
Цивільне працевлаштоване населення становило 229 осіб. Основні галузі зайнятості: роздрібна торгівля — 22,3 %, освіта, охорона здоров'я та соціальна допомога — 21,4 %, виробництво — 19,7 %.